# Jakost magnetnega polja
Jákost magnétnega pólja (oznaka H) je količina, ki opredeljuje magnetno polje. V vakuumu je vrednost jakosti magnetnega polja povsem določena z gostoto magnetnega polja, v snovi pa je odvisna od lastnosti te snovi.
Mednarodni sistem enot predpisuje za jakost magnetnega polja izpeljano enoto A/m.

## Zveza med gostoto in jakostjo magnetnega polja
V praznem prostoru je gostota magnetnega polja B premo sorazmerna jakosti magnetnega polja H, sorazmernostni koeficient je indukcijska konstanta μ0:
{\displaystyle \mathbf {B} =\mu _{0}\mathbf {H} }
V neferomagnetnih snoveh se sorazmernost ohrani, če vpeljemo permeabilnost μ:
{\displaystyle \mathbf {B} =\mu \mu _{0}\mathbf {H} }
Permeabilnost je razmerje med gostoto magnetnega polja v izbrani snovi in ustrezno gostoto v vakuumu. Snovi, pri katerih je permeabilnost malo večja od 1, so paramagnetne, tiste, pri katerih je malo manjša od 1, pa diamagnetne.
V feromagnetnih snoveh gostota magnetnega polja v splošnem ni sorazmerna jakosti magnetnega polja.